# Burgersdorp
Burgersdorp (früher Burghersdorp) ist eine Stadt im Distrikt Joe Gqabi in der südafrikanischen Provinz Ostkap (Eastern Cape). Hier wurde 1881 nach manchen Quellen die Partei Afrikanerbond gegründet.
Der Ortsname ist eine Ehrung der europäischstämmigen Teilnehmer am Siebten Grenzkrieg (1846–1847).

## Demographie
2011 hatte die Stadt 5241 Einwohner. Unmittelbar südlich liegen die Townships Mzamomhle (4656 Einwohner) und Tembisa (6094 Einwohner).

## Verkehr
Die Stadt wurde am 19. März 1885 an das Schienennetz angeschlossen. Burgersdorp liegt an der Strecke Bloemfontein–East London. Die Zuganbindung wird von Shosholoza Meyl, einer Tochter der PRASA, bereitgestellt.

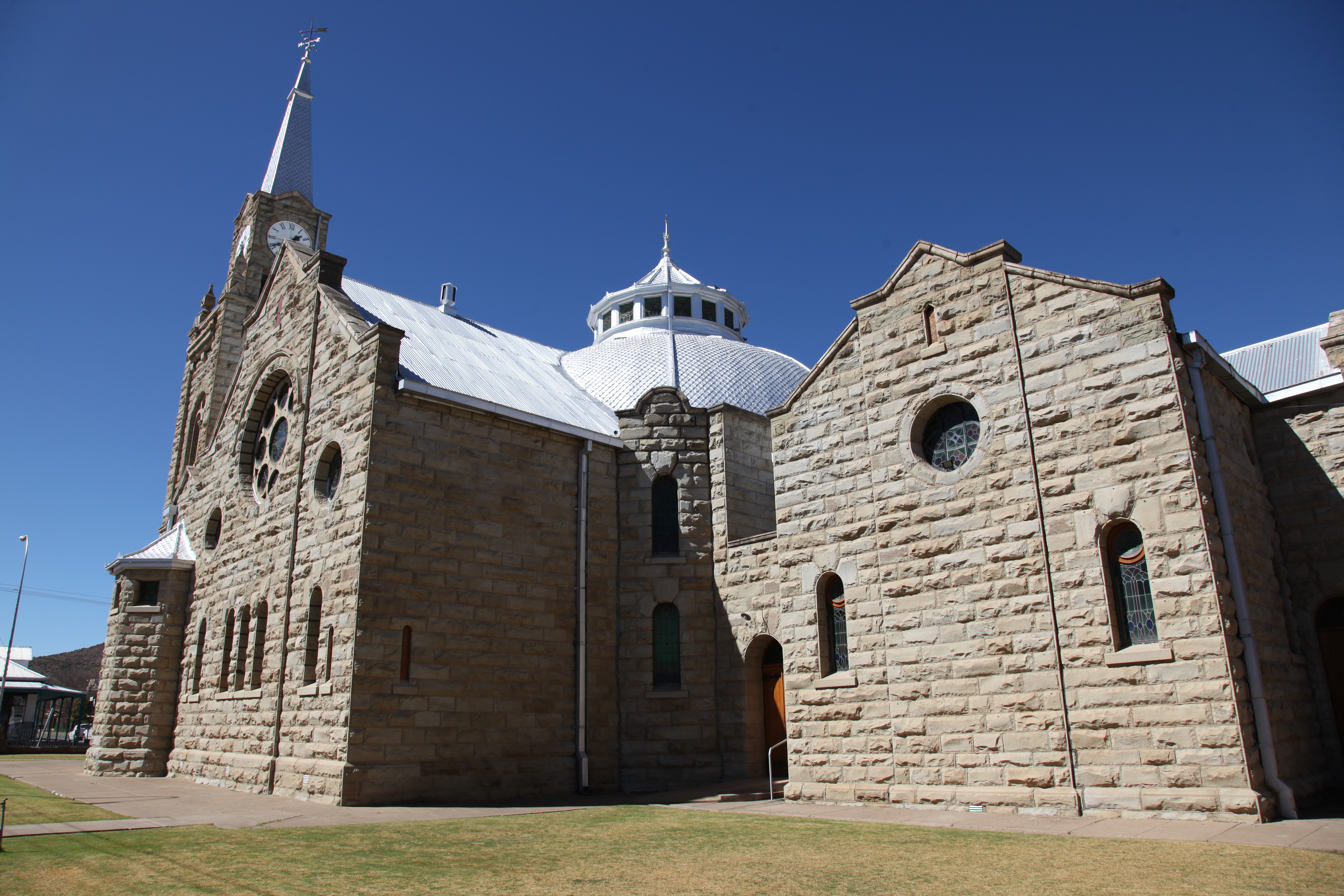
Kirchengebäude der Niederländisch-reformierten Kirche

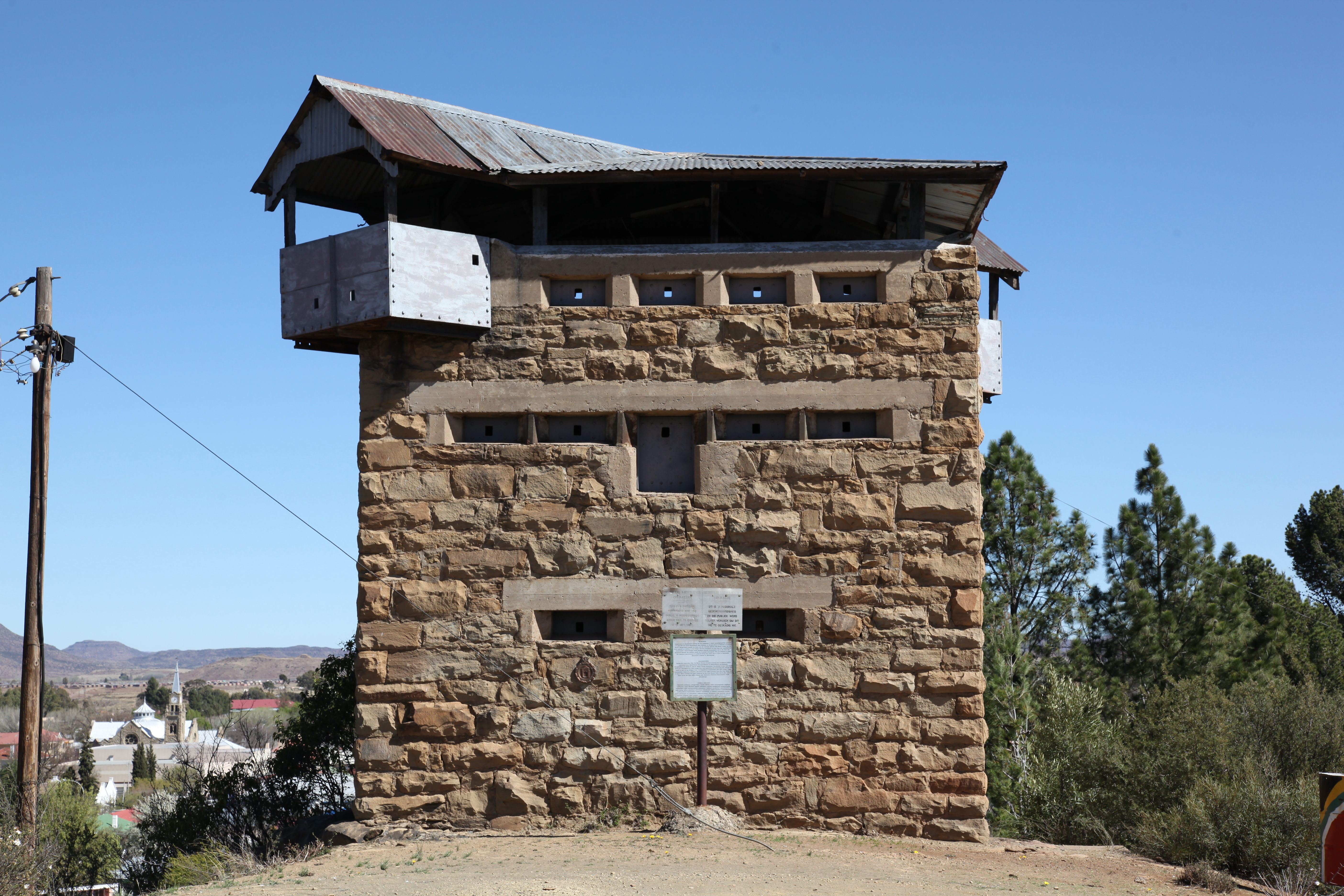
Wachthaus Sentinel Blockhouse

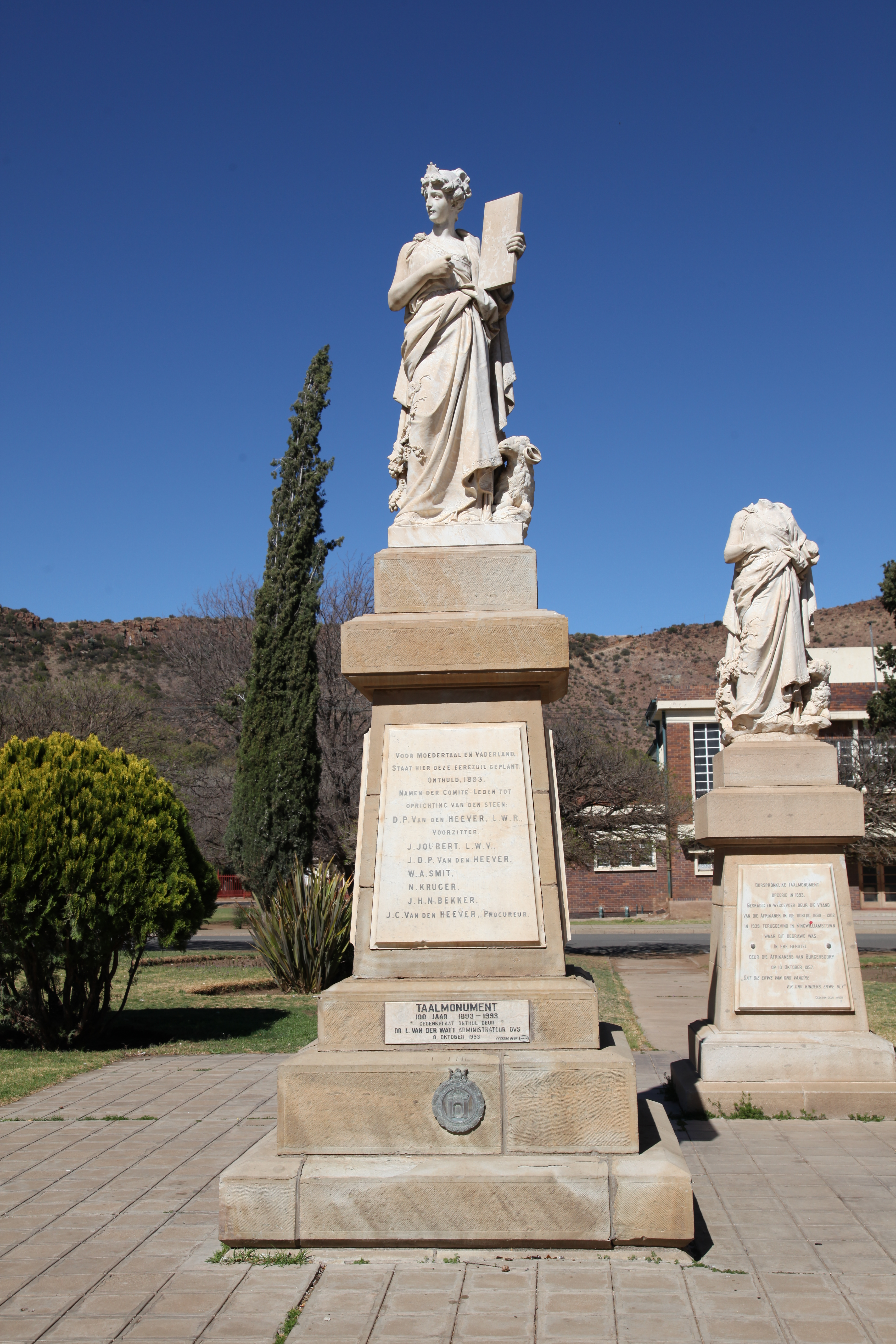
Nachbau (links) und Original (rechts) des Denkmals der niederländischen Sprache

Burgersdorp liegt an der Kreuzung der Straßen R58 und R391.

## Sehenswürdigkeiten
In Burgersdorp befinden sich zehn Nationaldenkmäler Südafrikas:
- ein Kirchengebäude der Niederländisch-reformierten Kirche

Die Kirche wurde 1996 zu einem Nationaldenkmal erklärt.
- das Wachthaus Sentinel Blockhouse

ein Blockhaus aus dem Zweiten Burenkrieg. Bereits 1939 wurde das Gebäude unter Denkmalschutz gestellt.
- Denkmal der niederländischen Sprache

ein Denkmal für die niederländische beziehungsweise afrikaanse Sprache aus dem Jahr 1893. Es zeigt eine Frau, die mit dem Finger auf ein Buch in ihrer anderen Hand zeigt. Das Denkmal wurde 1937 zu einem Nationaldenkmal.
Obwohl die Inschrift des Denkmals von der Hollandse taal („niederländische Sprache“) redet, kann sie auch auf Afrikaans bezogen werden.
Das Denkmal wurde im Zweiten Burenkrieg beschädigt, woraufhin Lord Milner die Statue entfernen ließ. 1907 wurde ein Nachbau angefertigt und aufgestellt. Das Original fand man 1939 in King William’s Town wieder. Es steht heute neben dem Nachbau in Burgersdorp. Es gibt Anschuldigungen, dass Lord Milner die Statue nicht entfernen ließ, weil sie beschädigt war, sondern weil er gegen das Afrikaans war und das Denkmal nicht von der Regierung gebaut wurde, sondern von einer Gruppe Buren.
- die Christ Church[14]
- das Coetzee-Haus[15]
- das De-Bruin-Haus[16]
- der Brunnen Jubilee Fountain[17]
- das Gebäude Old Gaol[18]
- das alte Pfarrhaus der Reformierten Kirche[19]
- Burgersdorp Cultural Historical Museum, ein altes Schulgebäude als ehemaliges „Theologisches Seminar“ der Niederländisch-reformierten Kirche errichtet, zeigt Wohn- und Haushaltseinrichtungen sowie Kleidung und Feuerwehrgeräte der niederländischen und englischen Siedler[20][21][22]

## Sport
In Burgersdorp fand 1910 ein Rugbyländerspiel mit den British and Irish Lions statt.

## Persönlichkeiten
- Ludwig Scheuermann (1859–1911), deutscher Maler, geboren in Burgersdorp
- Edwin Ellen Goldmann (1862–1913), deutscher Chirurg, geboren in Burgersdorp
- Gordon Maskew Fair (1894–1970), US-amerikanischer Ingenieur, geboren in Burgersdorp
- Johannes Dreyer Pohl (1905–nach 1965), Jurist, Diplomat, südafrikanischer Botschafter
- Gordon Forbes (1934–2020), Tennisspieler
- Luxolo Adams (* 1996), Sprinter
- Sokwakhana Zazini (* 2000), Leichtathlet